# Lycoming O-235
Lycoming O-235 je družina 4-valjnih, 4-taktnih bencinskih zračnohlajenih protibatnih letalskih motorjev ameriškega proizvajalca Lycoming Engines. Moč motorjev je od 100-135 KM (75-101 kW). O-235 je bil razvit iz predhodnika O-233.Vsi motorji uporabljajo vplinjač, dva vžigalna magneta (podvojene svečke) in imajo delovno prostornino 3,82 L. Prvi motor je bil certificiran 11. februarja 1942. Motor je poznan kot robusten, zanesljiv in ekonomičen, neglede na svojo zasnovo, ki je stara preko 70 let med motorji dosega najdaljši čas med obnovami 2400 ur (TBO), celo 2600 ur za tovarniške remonte in brez težav trpi grobo posluževanje učencev v letalih kot je tipični dvosed Cessna 152, povprečna letalska šola menja motorje na 7 let (pri naletu 370 ur na leto). Mnoge letalske šole se raje odločijo iz teh razlogov za tovarniške remonte motorjev (factory overhaul), kot pa da bi jih menjali z motorji manjših prostornin evropskih proizvajalcev.
Na podlagi O-235 so razvili Lycoming IO-233, ki pa še ni bil certificaran za uporabo v letalih generalnega letalstva zatorej ostaja O-235 dominanten v vseh lahkih dvosedežnih šolskih letalih do nadaljnega, ko bo na voljo nov certificiran motor IO motor.

## Zrakoplovi z O-235
- Aero Boero AB-115
- AMD Alarus
- ARV Griffin
- Beechcraft Model 77 Skipper
- Bushcaddy R-120
- CEA DR-221
- Cessna 152
- Criquet Storch
- Falconar F11 Sporty
- Fisher Celebrity
- Grumman American AA-1
- Kelly-D
- Lucas L-6A
- Lucas L-6B
- Lucas L7
- Murphy Elite
- Murphy Rebel
- Nexaer LS1
- Peña Joker
- Piper PA-16 Clipper
- Piper PA-22-108 Colt
- Piper PA-29 Papoose
- Piper PA-38 Tomahawk
- Preceptor STOL King
- Smith Miniplane
- Stern ST 87 Vega
- Storm Sea Storm
- Tri-R KIS TR-1
- Van's Aircraft RV-9
- W.A.R. Focke-Wulf 190

## Specifikacije (O-235-C serija)
- Tip: 4-valjni, 4-taktni, bencinski zračnohlajeni protibatni motor z dvema magnetoma
- Premer valja: 4,375 in
- Hod valja: 3,875 in
- Delovna prostornina: 233,3 in³ (3,82 L)
- Teža: 240,0 lbs (108,8 kg)

- Gorivo: Min 80/87 Avgas, 100LL Avgas
- Poraba: tipično 6 GPH (23 L/h)
- Hlajenje: zračno hlajeni
- Moč: 100 KM - 135 KM (75 kW - 100 kW)
- Specifična moč: 0,57 KM/in³ (26,0 kW/L)
- Kompresijsko razmerje: 6,5:1